# دانگ‌فنگ اس۵۶۰
دانگ فنگ اس۵۶۰ یک کراس‌اوور سایز بزرگ است که از سال ۲۰۱۷ تا کنون توسط دانگ‌فنگ در چین و اندونزی تولید می‌شود.

## بررسی اجمالی

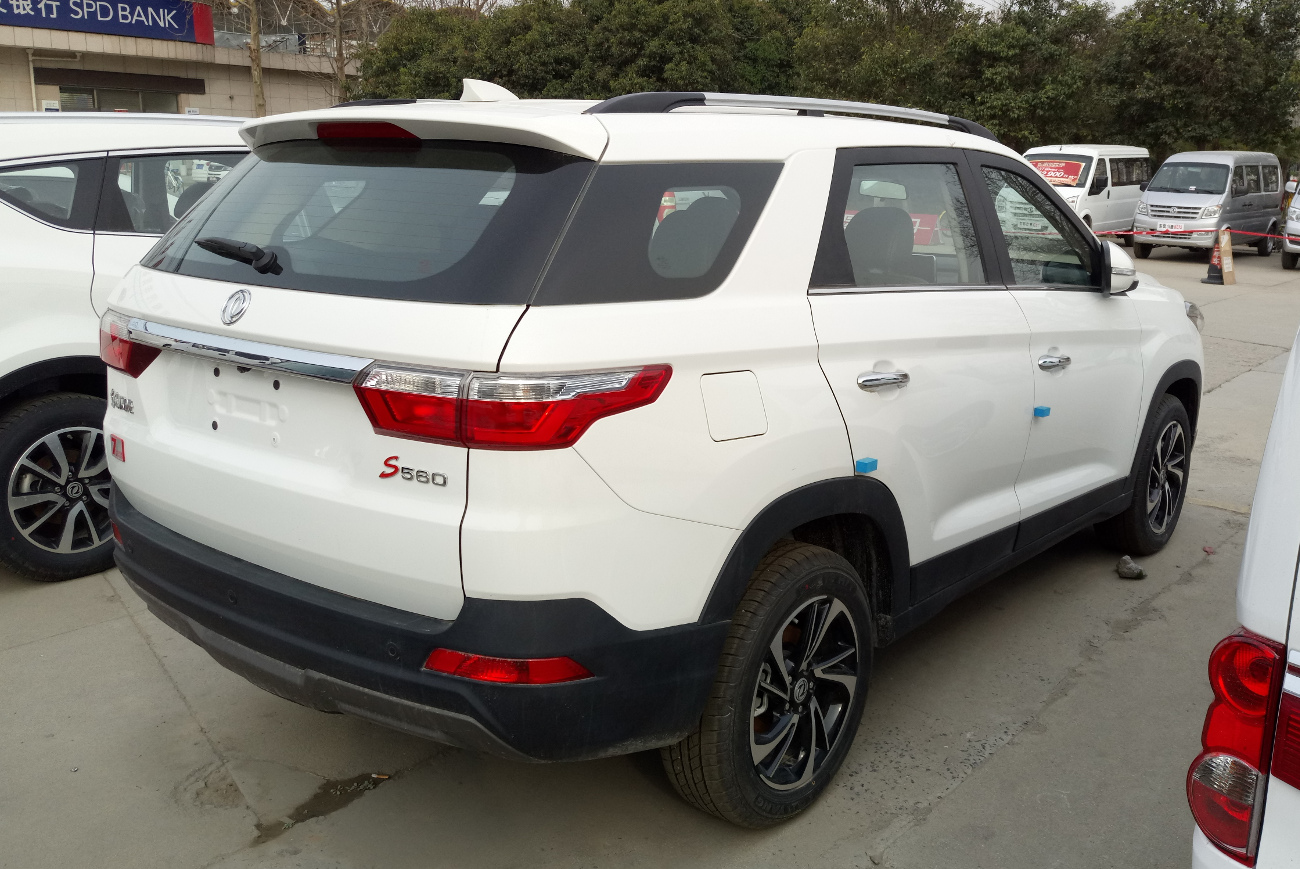
نمای عقب

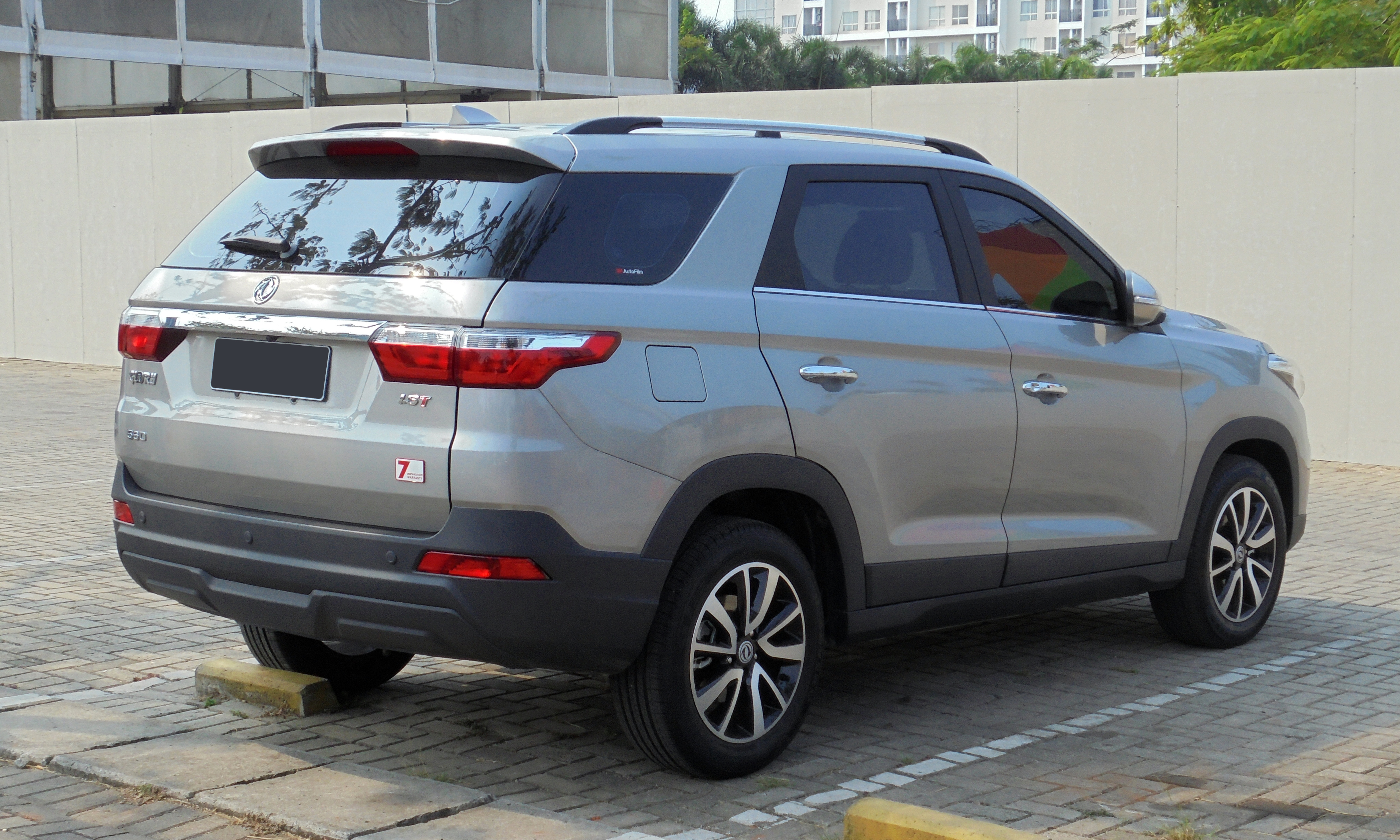

این خودرو با دو موتور ۱٫۵ لیتری توربوشارژ و موتور ۱٫۸ لیتری تنفس طبیعی بنزینی تولید می‌شود که هر دو نمونه با جعبه دنده ۶ سرعته اتوماتیک هستند.
دانگ‌فنگ اس۵۶۰ از نوامبر ۲۰۱۷ در چین با محدوده قیمت از ۶۳٬۹۰۰ یوان تا ۹۶٬۹۰۰ یوان به بازار عرضه شد

### ابعاد
ابعاد این خودرو به طول ۴٬۵۱۵ میلیمتر (۱۷۷٫۸ اینچ) ، عرض ۱٬۸۱۵ میلیمتر (۷۱٫۵ اینچ) و ارتفاع ۱٬۷۳۵ میلیمتر (۶۸٫۳ اینچ) می‌باشد. سایز رینگ خودرو ۱۷ اینچ می‌باشد.

### امکانات
- رهیاب ماهواره ای
- نمایشگر
- دوربین عقب
- سنسور پارک
- ترمز دستی برقی
- ترمز ضد قفل
- کیسه هوا
- سیستم کنترل پایداری[۶]

## ایمنی
این خودرو در سال ۲۰۱۵ در مؤسسه سی‌ان‌سی‌ای‌پی توانست ۴ ستاره از ۵ ستاره ایمنی را دریافت کند.
| تست                 | امتیاز    |
| محافظت از سرنشینان: | 4/5 ستاره |
| امتیاز کلی:         | ۵۳٪       |

## نگارخانه

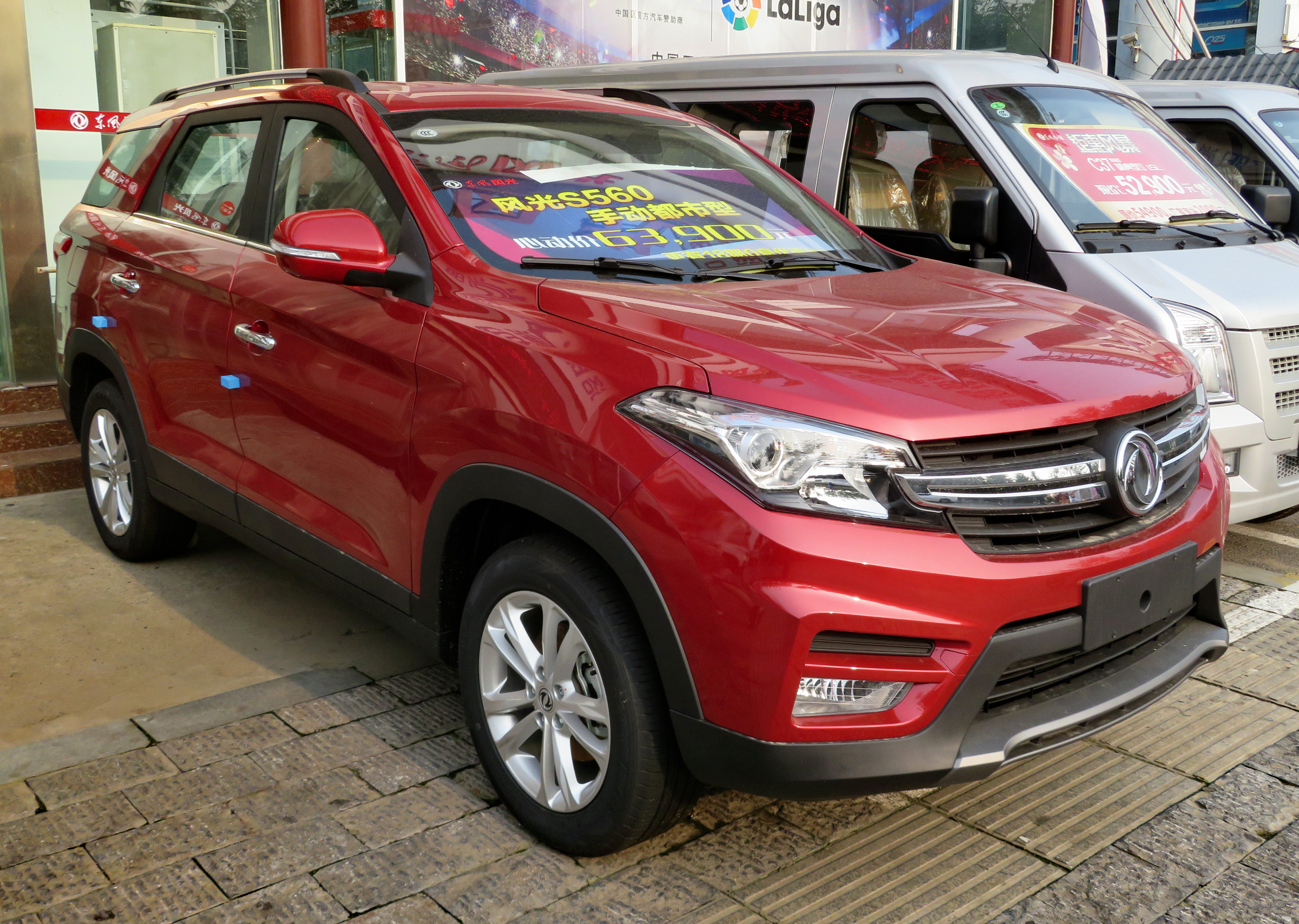
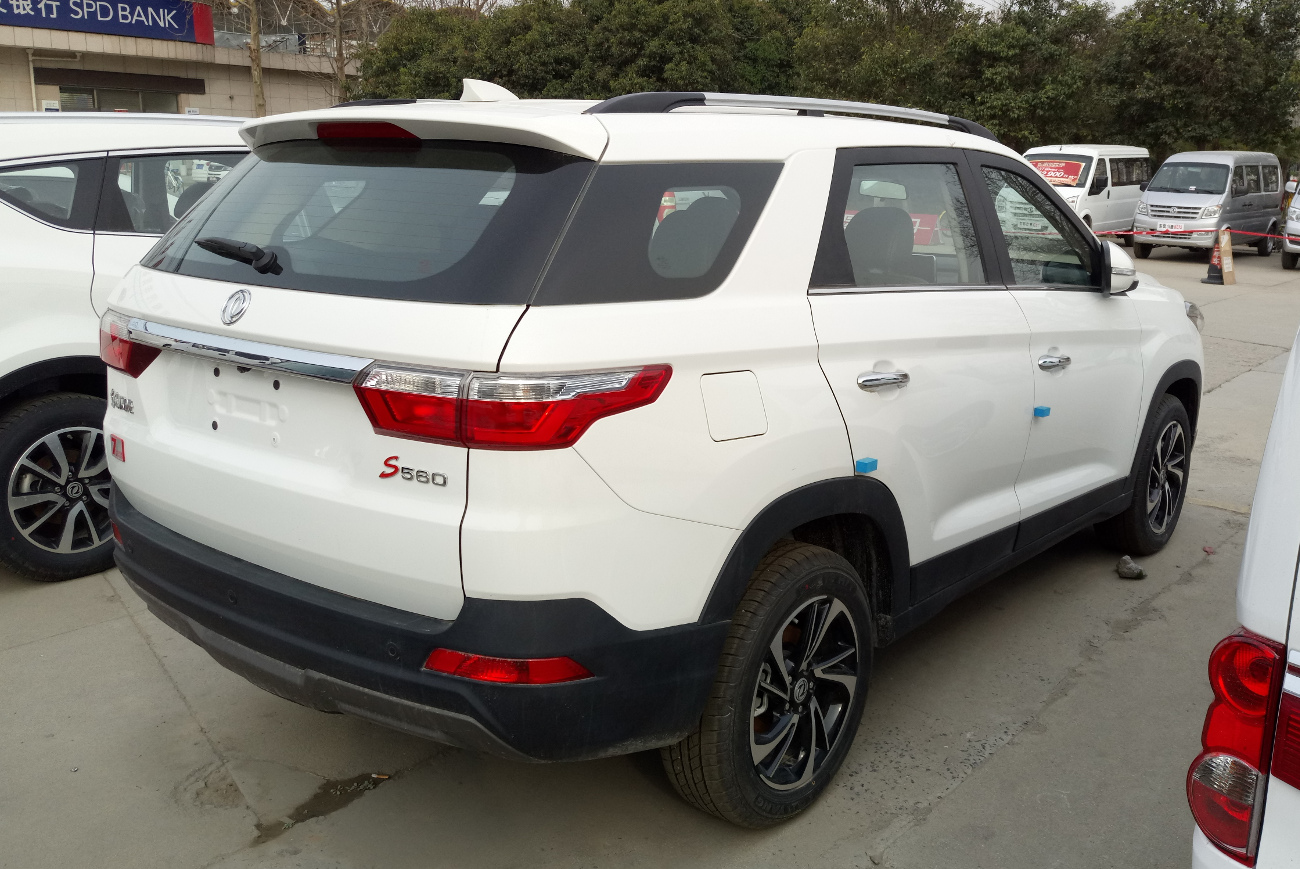
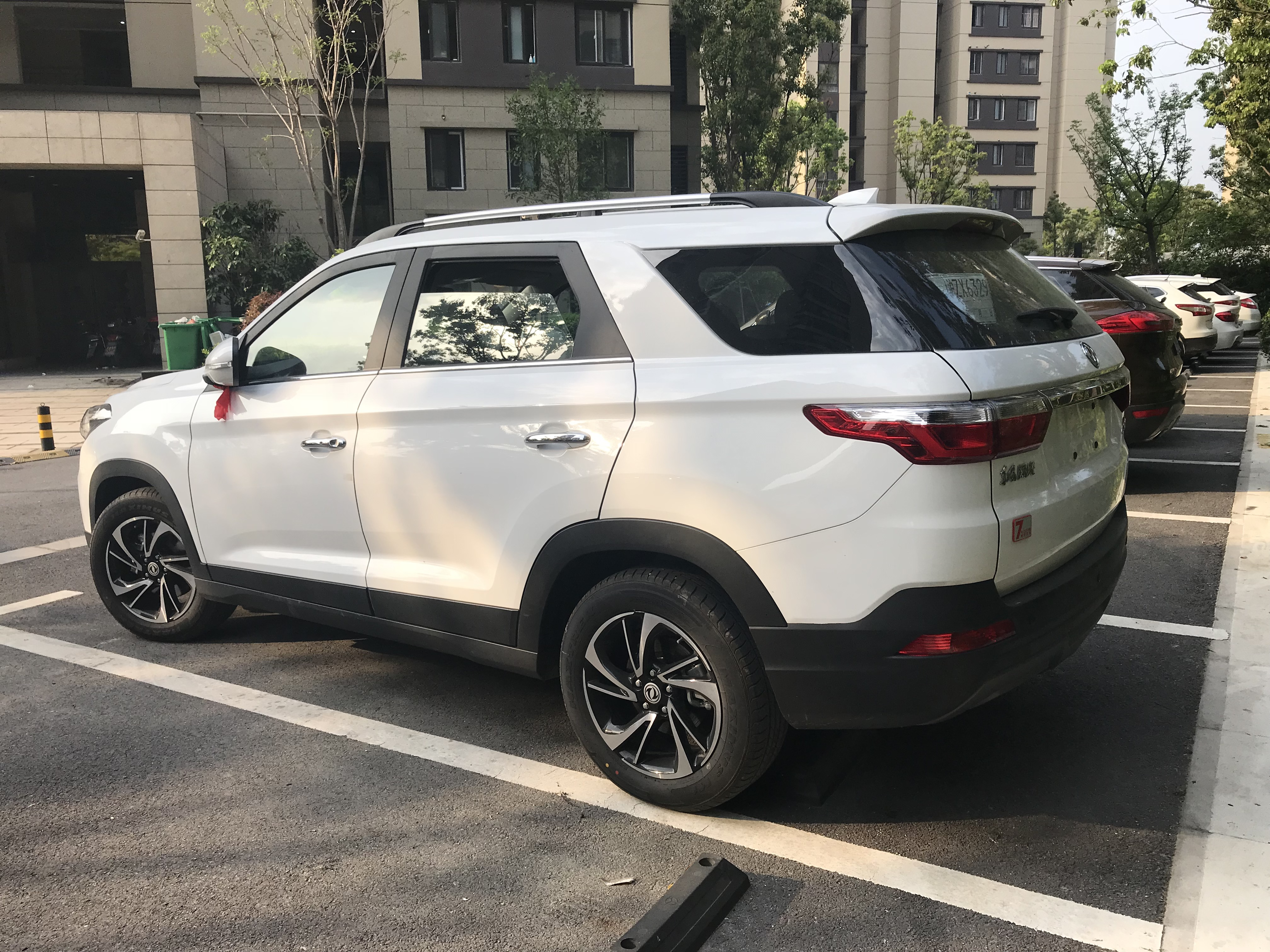